# Harpalus tardus
Harpalus tardus es una especie de escarabajo del género Harpalus, familia Carabidae. Fue descrita científicamente por Panzer en 1796.
Habita en Irlanda, Gran Bretaña, Dinamarca, Noruega, Suecia, Finlandia, Francia, Bélgica, Países Bajos, Alemania, Suiza, Austria, Chequia, Eslovaquia, Hungría, Polonia, Estonia, Letonia, Lituania, Bielorrusia, Ucrania, Portugal, España, Italia, Eslovenia, Croacia, Bosnia y Herzegovina, Yugoslavia, Macedonia del norte, Albania, Grecia, Bulgaria, Rumania, Moldavia, Turquía, Irán, Georgia, Armenia, Azerbaiyán, Kazajistán, Uzbekistán, Nueva Zelanda y Rusia.
Mide de 8 a 11 milímetros (0,31 a 0,43 pulgadas) de largo. Le gustan los suelos arenosos y de grava sobre los que vuela desde la primavera hasta el verano.